# Соколовка (Брестская область)
Соколо́вка (бел. Сакалоўка) — деревня в Пинском районе Брестской области Беларуси. Входит в состав Валищенского сельсовета. Расположена в 2 км от автодороги Ивацевичи — Пинск — Столин (Р-6) в 40 км от города Пинск. По переписи населения 2019 года в деревне насчитывалось 119 человек.

## История
- С XVI века здесь находятся королевские земли в составе Озаричского староства
- XIX век — деревню составляли 19 дворов, имением владели Скирмунтты